# Mortes em junho de 2011
Mortes em 2011: ← Janeiro – Fevereiro – Março – Abril – Maio – Junho – Julho – Agosto – Setembro – Outubro – Novembro – Dezembro →
Esta é uma relação de pessoas notáveis que morreram durante o mês de junho de 2011, listando nome, nacionalidade, ocupação e ano de nascimento.

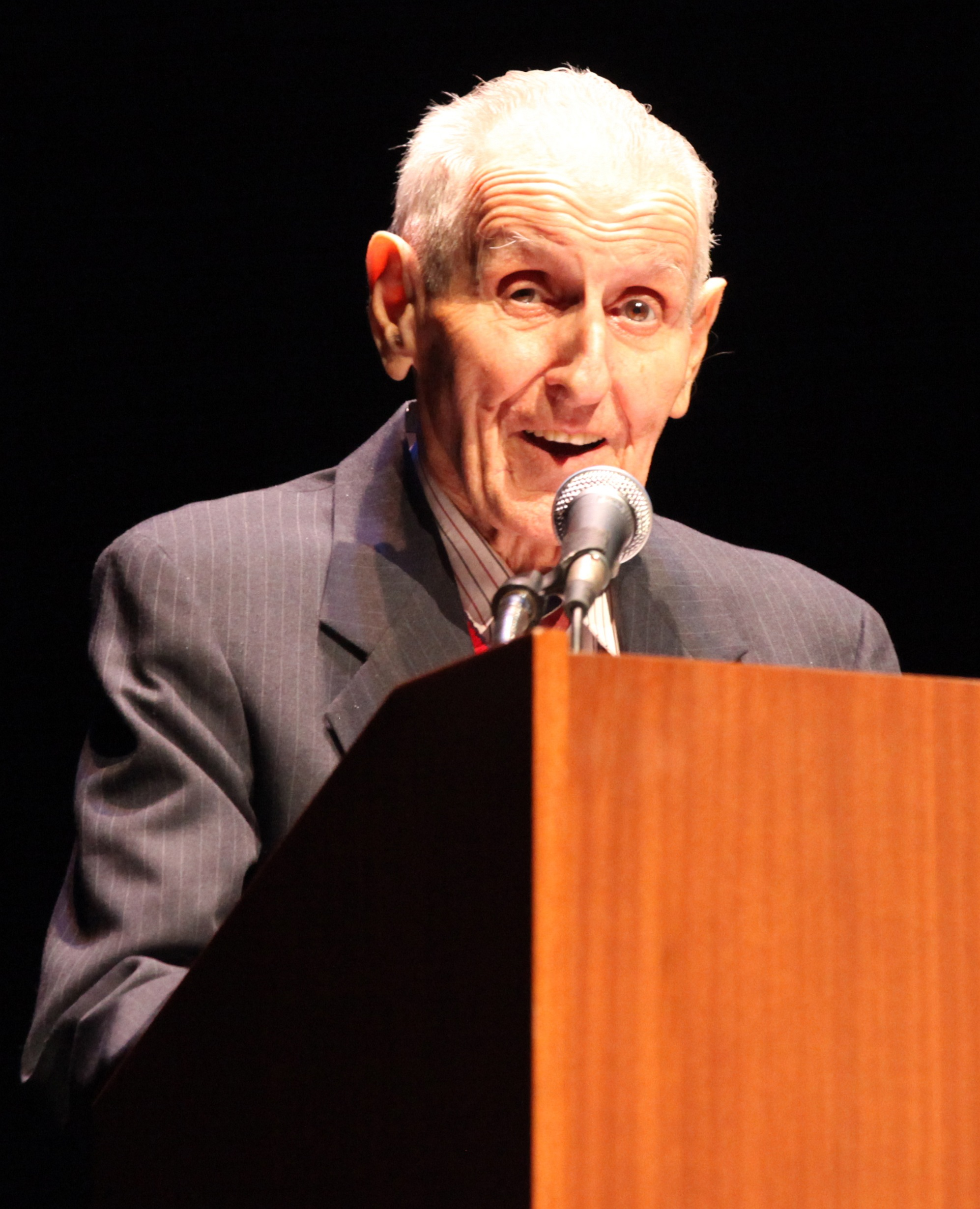
Jack Kevorkian, médico estadunidense.

| Dia | Nome                    | Profissão ou motivo de reconhecimento | Nacionalidade  | Ano de nasc. | Ref    |
| --- | ----------------------- | ------------------------------------- | -------------- | ------------ | ------ |
| 1   | André Caubói            | Participante do BBB                   | Brasil         | 1974         | [ 1 ]  |
| 1   | Manolo Otero            | Cantor                                | Espanha        | 1947         | [ 2 ]  |
| 2   | Joel Rosenberg          | Escritor                              | Canadá         | 1954         | [ 3 ]  |
| 2   | Ray Bryant              | Músico                                | Estados Unidos | 1931         | [ 4 ]  |
| 3   | Andrew Gold             | Cantor e compositor                   | Estados Unidos | 1951         | [ 5 ]  |
| 3   | Jack Kevorkian          | Médico, o "Dr. Morte"                 | Estados Unidos | 1928         | [ 6 ]  |
| 3   | James Arness            | Ator                                  | Estados Unidos | 1923         | [ 7 ]  |
| 3   | Olyr Zavaschi           | Jornalista                            | Brasil         | 1941         | [ 8 ]  |
| 4   | Claudio Bravo           | Artista plástico                      | Chile          | 1936         | [ 9 ]  |
| 4   | Lawrence Eagleburger    | Político                              | Estados Unidos | 1930         | [ 10 ] |
| 4   | Maurice Garrel          | Ator                                  | França         | 1923         | [ 11 ] |
| 4   | Rosenery Mello          | Modelo                                | Brasil         | 1965         | [ 12 ] |
| 6   | Dulce Figueiredo        | Ex-primeira-dama                      | Brasil         | 1928         | [ 13 ] |
| 6   | Masashi Ohuchi          | Halterofilista                        | Japão          | 1943         | [ 14 ] |
| 7   | Jorge Semprún           | Político e escritor                   | Espanha        | 1923         | [ 15 ] |
| 7   | Wadih Helu              | Dirigente esportivo                   | Brasil         | 1922         | [ 16 ] |
| 8   | Alan Rubin              | Músico                                | Estados Unidos | 1943         | [ 17 ] |
| 8   | Fazul Abdullah Mohammed | Terrorista                            | Comores        | 1974         | [ 18 ] |
| 9   | Tomoko Kawakami         | Dubladora                             | Japão          | 1970         | [ 19 ] |
| 10  | Godfrey Myles           | Jogador de futebol americano          | Estados Unidos | 1968         | [ 20 ] |
| 11  | Eliyahu M. Goldratt     | Físico                                | Israel         | 1948         | [ 21 ] |
| 11  | Seth Putnam             | Cantor                                | Estados Unidos | 1968         | [ 22 ] |
| 12  | Adãozinho               | Futebolista                           | Brasil         | 1951         | [ 23 ] |
| 14  | Leone                   | Futebolista                           | Brasil         | 1931         | [ 24 ] |
| 15  | Joko Beck               | Mestre Zen                            | Estados Unidos | 1917         | [ 25 ] |
| 16  | Luciano Moreira         | Político                              | Brasil         | 1962         | [ 26 ] |
| 16  | Ravel                   | Cantor                                | Brasil         | 1947         | [ 27 ] |
| 18  | Clarence Clemons        | Músico                                | Estados Unidos | 1942         | [ 28 ] |
| 18  | Frederick Chiluba       | Ex-presidente de seu país             | Zâmbia         | 1943         | [ 29 ] |
| 18  | Wilza Carla             | Atriz e vedete                        | Brasil         | 1935         | [ 30 ] |
| 18  | Yelena Bonner           | Ativista                              | Rússia         | 1923         | [ 31 ] |
| 19  | Otto Gottlieb           | Químico                               | Brasil         | 1920         | [ 32 ] |
| 19  | Stella Libânio          | Culinarista e escritora               | Brasil         | 1918         | [ 33 ] |
| 20  | Pedro Hestnes           | Ator                                  | Portugal       | 1962         | [ 34 ] |
| 20  | Ryan Dunn               | Comediante                            | Estados Unidos | 1977         | [ 35 ] |
| 20  | Vladimir Pettay         | Futebolista e árbitro de futebol      | Rússia         | 1973         | [ 36 ] |
| 21  | Maria Gomes Valentim    | Decana da Humanidade                  | Brasil         | 1896         | [ 37 ] |
| 23  | Christiane Noblecourt   | Egiptóloga                            | França         | 1913         | [ 38 ] |
| 23  | Gene Colan              | Quadrinista                           | Estados Unidos | 1926         | [ 39 ] |
| 23  | Peter Falk              | Ator                                  | Estados Unidos | 1927         | [ 40 ] |
| 24  | Tomislav Ivić           | Treinador de futebol                  | Croácia        | 1933         | [ 41 ] |
| 25  | Paulo Renato Souza      | Político                              | Brasil         | 1945         | [ 42 ] |
| 26  | Gustavo Dahl            | Cineasta                              | Argentina      | 1938         | [ 43 ] |
| 26  | Jan van Beveren         | Futebolista                           | Países Baixos  | 1948         | [ 44 ] |
| 27  | Salvador Caetano        | Empresário                            | Portugal       | 1926         | [ 45 ] |
| 28  | Angélico Vieira         | Cantor e actor                        | Portugal       | 1982         | [ 46 ] |
| 29  | Barbatana               | Treinador de futebol                  | Brasil         | 1929         | [ 47 ] |
| 29  | Stefano Gobbi           | Religioso                             | Itália         | 1930         | [ 48 ] |
| 30  | Georg Sterzinsky        | Religioso                             | Polónia        | 1936         | [ 49 ] |
| 30  | Jimmy Roselli           | Cantor                                | Estados Unidos | 1925         | [ 50 ] |
| 30  | Karl Brommann           | Militar                               | Alemanha       | 1920         | [ 51 ] |